# Institute of Cancer Research
El Institute of Cancer Research (ICR) es una universidad pequeña y un instituto público de investigación con sede en Londres, Reino Unido, especializado en oncología. Es un colegio constituyente de la Universidad de Londres. Fue fundado en 1909 como un departamento de investigación del hospital Royal Marsden y se unió a la Universidad de Londres en 2003. Ha sido responsable de una serie de descubrimientos importantes en temas de cáncer.
El ICR tiene dos sitios: uno en Chelsea, en el centro de Londres, y uno en Sutton, al suroeste de Londres. Tuvo un ingreso total del 96,4 millones de £ en 2012/13, de los cuales 52,3 millones de £ eran de subvenciones de investigación. El ICR recibe estudiantes y cuenta actualmente con alrededor de 340 estudiantes. Junto con el Hospital Royal Marsden el ICR forma el centro de investigaciones de cáncer más grande en Europa.

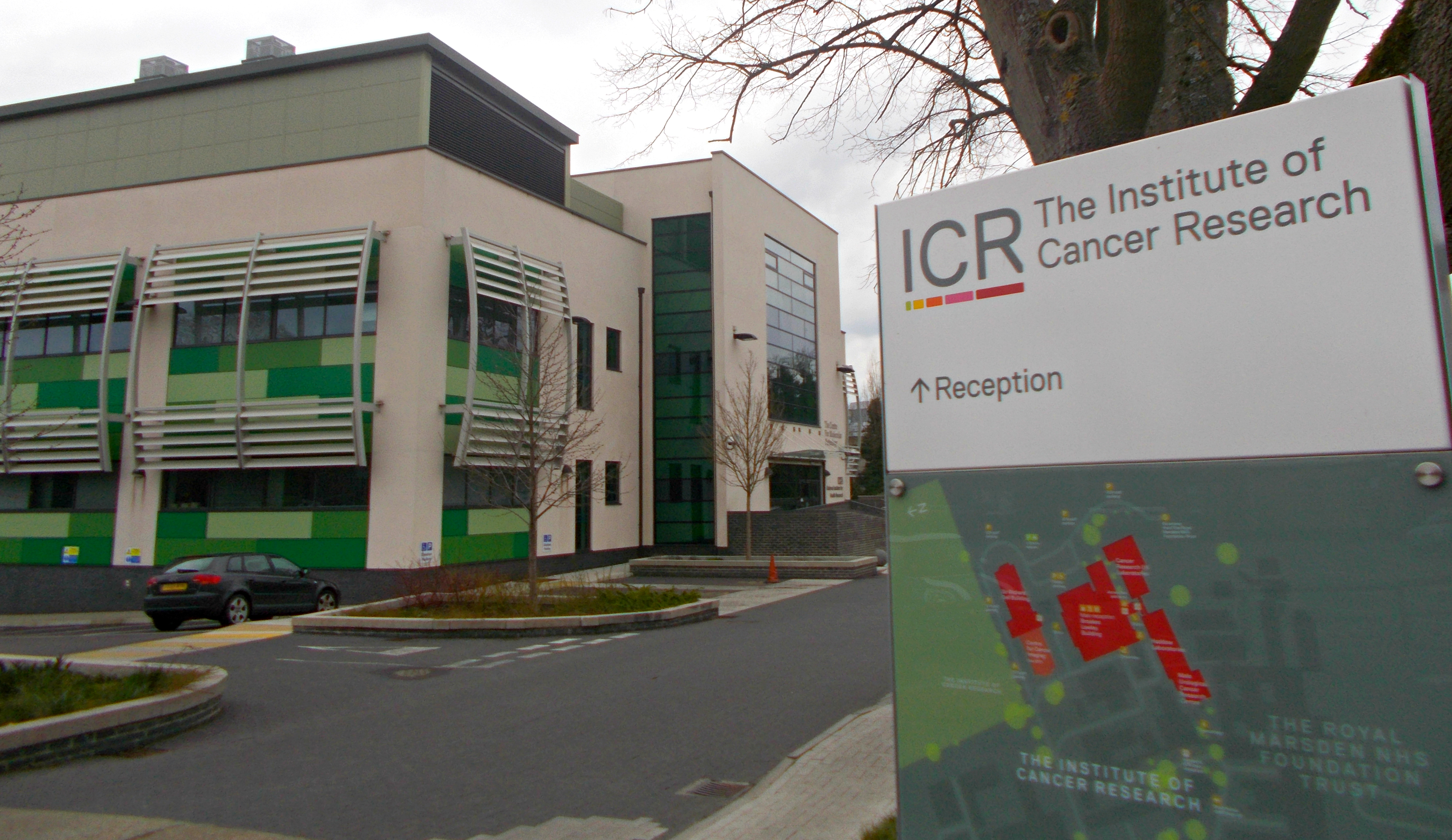
Institute of Cancer Research, Sutton